# Ocupação búlgara da Sérvia (Primeira Guerra Mundial)
A ocupação búlgara da Sérvia durante a Primeira Guerra Mundial começou no outono de 1915 após a invasão da Sérvia pelos exércitos combinados da Alemanha, Áustria-Hungria e Bulgária. Após a derrota da Sérvia e a retirada de suas forças pela Albânia, o país foi dividido em zonas de ocupação búlgara e austro-húngara.
A zona de ocupação búlgara estendia-se da atual Sérvia Meridional e Oriental, Kosovo e Macedônia do Norte. A população civil foi exposta a várias medidas de repressão, incluindo internamento em massa, trabalho forçado e uma política de bulgarização. Segundo o académico Paul Mojzes: "parece que a limpeza étnica (no mínimo) e o genocídio (no máximo) ocorreram entre 1915 e 1918",  o que o historiador Alan Kramer chamou de: "dinâmica de destruição". 
A ocupação terminou no final de setembro de 1918, após a ofensiva aliada em Dobro Polje, liderada pelas forças sérvias e francesas, ter perfurado a frente búlgara e libertado a Sérvia. 

## Antecedentes

### Objetivos de guerra da Bulgária
Após o Tratado de San Stefano em 1878, os líderes búlgaros aspiraram pela reconstituição da Grande Bulgária. Assim, as áreas de Pomoravlje e da Macedónia tornaram-se um alvo do nacionalismo búlgaro.  Devido à perda na Segunda Guerra Balcânica em 1913, o Reino Búlgaro teve que limitar suas pretensões territoriais sobre o território da Macedônia. Quando a Sérvia tentava obter acesso ao mar na Albânia, a diplomacia austro-húngara tornou-se mais activa para estabelecer uma fronteira entre a Albânia e o Montenegro; durante a Segunda Guerra dos Balcãs, a Bulgária renunciou à anexação da Macedónia Sérvia, que foi definitivamente anexada à Sérvia após o Protocolo de Florença em dezembro de 1913. 
Os Aliados pressionaram a Bulgária por muito tempo para se juntar a eles, mas seu preço era a aquisição da Macedônia. Os Aliados consideraram isso razoável por motivos étnicos, mas as propostas não foram acordadas previamente com a Sérvia e a Grécia, que se opunham fortemente à cessão de seu território. [a] As Potências Centrais, no entanto, estavam preparadas para ceder o que a Bulgária queria, território sérvio e grego.  Os objectivos tradicionais da Bulgária residiam nas áreas habitadas pelos búlgaros da Macedónia, Dobrudja e Turquia europeia, mas em 1915 exigiu territórios muito para além das suas fronteiras etnográficas.  Em 6 de setembro de 1915, o governo búlgaro juntou-se às Potências Centrais após assinar um tratado secreto de aliança com a Alemanha. 

### Invasão da Sérvia
Em 6 de outubro de 1915, sob o comando geral do general alemão August von Mackensen, a Áustria-Hungria e a Alemanha iniciaram a quarta invasão da Sérvia desde o início da guerra. Em 14 de outubro, os exércitos búlgaros entraram em território sérvio, juntando-se à invasão em andamento. A Bulgária entrou na guerra ao lado das Potências Centrais, com o objetivo principal de recuperar o território brevemente conquistado do Império Otomano em 1912-1913, e depois perdido para a Sérvia em 1913. A pressão dos exércitos austro-húngaro, búlgaro e alemão no norte, e a sua enorme superioridade em números e equipamentos, forçaram os sérvios a retirarem-se através do norte e centro da Albânia.  Em 28 de novembro de 1915, o Grupo de Exércitos Mackensen anunciou o fim da campanha sérvia, encerrando assim a ofensiva. 
Após uma campanha de seis semanas, o Reino da Sérvia foi quase completamente invadido e dividido entre o Império Habsburgo e a Bulgária. No início de 1916, regiões no oeste e norte e parte do Kosovo foram cedidas à Áustria-Hungria. Uma zona de ocupação alemã foi estabelecida na área a leste de Velika Morava, Južna Morava no Kosovo e no vale de Vardar, os alemães assumiram o controle das ferrovias, minas, florestas e recursos agrícolas.  Conforme definido no acordo de 6 de setembro, a Bulgária ganhou toda a Macedônia e a Sérvia Oriental e Meridional, do Danúbio até Kosovo, no sul. A nova fronteira com a Áustria-Hungria estendia-se ao longo do rio Morava até Stalać e depois entre os rios Morava Sul (Južna) e Oeste (Zapadna), a região de Skopska Crna Gora e a montanha Šar Planina. A Áustria-Hungria ficou com o resto da Sérvia. Os búlgaros dividiram os territórios ocupados pelas suas tropas em duas províncias militares gerais. 

## Hegemonia búlgara

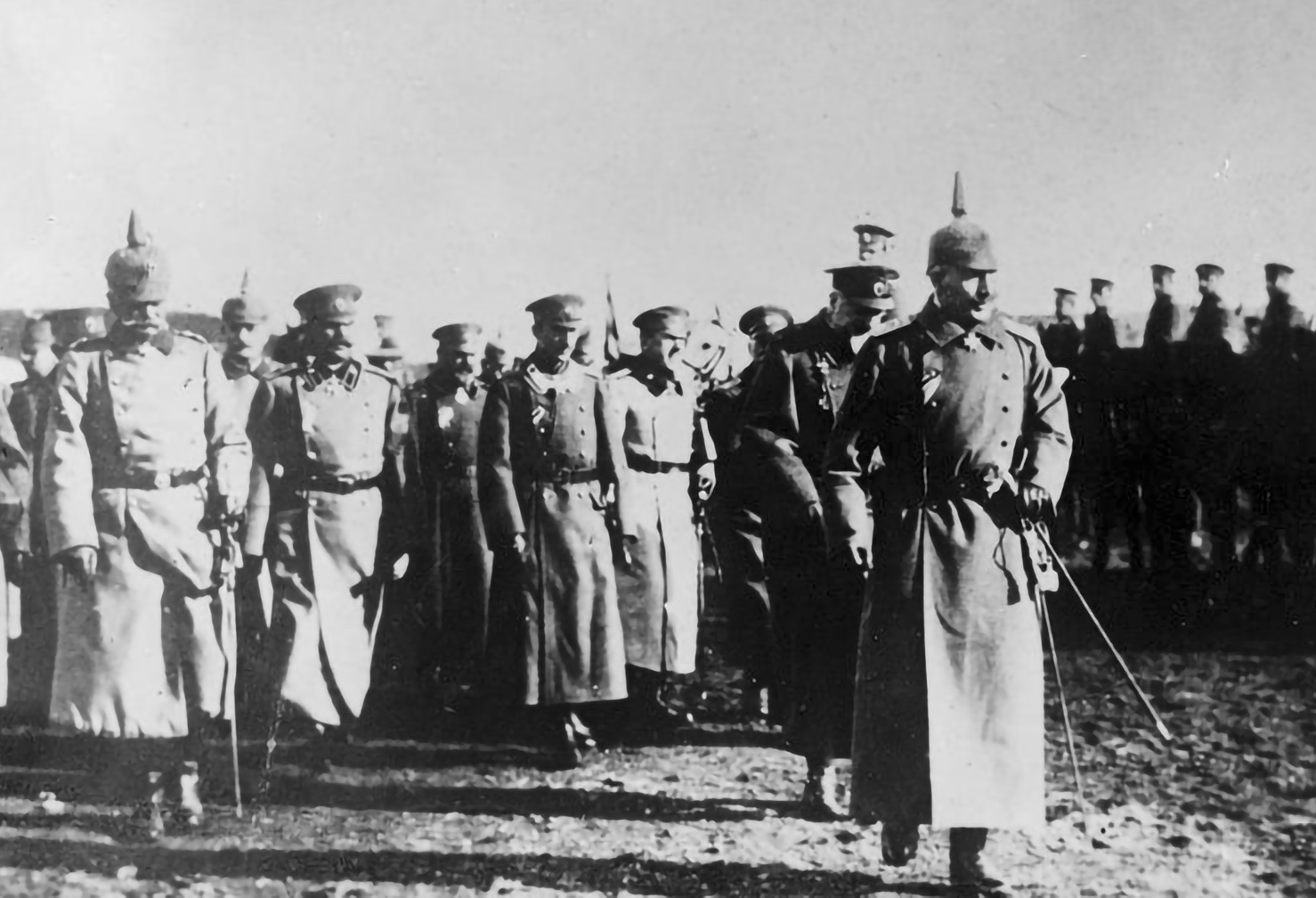
O Kaiser alemão Guilherme II, o Czar Fernando I da Bulgária e o marechal de campo August von Mackensen em Niš, Sérvia, 18 de janeiro de 1916.

### Zonas de ocupação
Foram criadas duas zonas administrativas supervisionadas por um comandante militar:
- Área de Inspeção Militar do Morava: A zona da Sérvia com seu comando em Niš, abrangia os territórios do Leste e do Sul da Sérvia (conforme estabelecido no tratado secreto entre a Bulgária e a Alemanha de 6 de setembro de 1915), o que significava o vale do rio Južna Morava a leste do rio Morava, dividido em seis distritos e a área de Pirot. [12]
- Área de Inspeção Militar da Macedônia: A zona que abrange a Macedônia, com seu centro em Skopje; a maior parte do campo de Kosovo - Pristina, Prizren, Gnjilane, Urosevac, Orahovac também foi colocada nessa zona; os búlgaros pretendiam incluir todo o Kosovo e até mesmo partes da Albânia ocupadas por suas tropas nessa zona, na primavera de 1916, isso quase resultou em conflito armado entre as forças búlgaras e austríacas. [12]

### Sistema de ocupação
A política búlgara na Macedónia, e até certo ponto na Sérvia ocupada, foi motivada pelo que o historiador Alan Kramer chamou de "dinâmica de destruição", um desejo não apenas de derrotar o inimigo militarmente, mas também de apagar todos os vestígios da sua cultura e destruir qualquer evidência de que alguma vez lá tivesse estado.  Para criar territórios búlgaros puros, o governo militar búlgaro começou a implementar na Sérvia oriental, na Macedónia e em partes do Kosovo um sistema político de desnacionalização sistemática, bulgarização e exploração económica. 
Na zona de Morava, onde a maioria da população era sérvia, a transformação da região numa parte do Reino da Bulgária significou o extermínio da nação e da cultura sérvias e, por isso, a remoção de todos os representantes do espírito nacional sérvio;  professores, clérigos, jornalistas, bem como membros do parlamento sérvio, bem como antigos soldados, oficiais e funcionários militares entre os 18 e os 50 anos de idade foram internados, fuzilados ou deportados para a Bulgária como prisioneiros de guerra ou para trabalhar como trabalhadores forçados. 
Na zona da Macedônia, a Bulgária, tal como a Sérvia, não reconheceu a população eslava local como um grupo étnico ou nacional separado.  Tanto a Bulgária como a Sérvia consideravam a população de língua eslava como estando etnicamente ligada à sua nação e, portanto, afirmavam o direito de procurar a sua integração.  A política de desnacionalização búlgara, incluindo o seu aspecto paramilitar, era quase idêntica na sua intenção e execução à política de servilização que a precedeu na região disputada entre os dois países.  Cerca de metade da Macedônia do Vardar, como a região era chamada pela Sérvia, também era habitada por vários grupos étnicos que não se identificavam como búlgaros; de acordo com uma pesquisa de 1912 do Ministério das Relações Exteriores britânico, nomeadamente sérvios, turcos, albaneses, gregos, valáquios, [b] judeus e ciganos.  [c] Nas partes orientais da região,  onde uma parte considerável dos eslavos macedónios tinham sentimentos pró-búlgaros [d] ou se sentiam búlgaros,  essa população acolheu o exército búlgaro como libertador.  Para o resto da população e em particular para os eslavos macedónios que se identificavam como sérvios (ou aqueles que não se sentiam nem sérvios nem búlgaros), a brutalidade do exército búlgaro, dos Komitadji irregulares e da administração civil posterior tinha todas as características de uma limpeza étnica. 

### Papel dos paramilitares

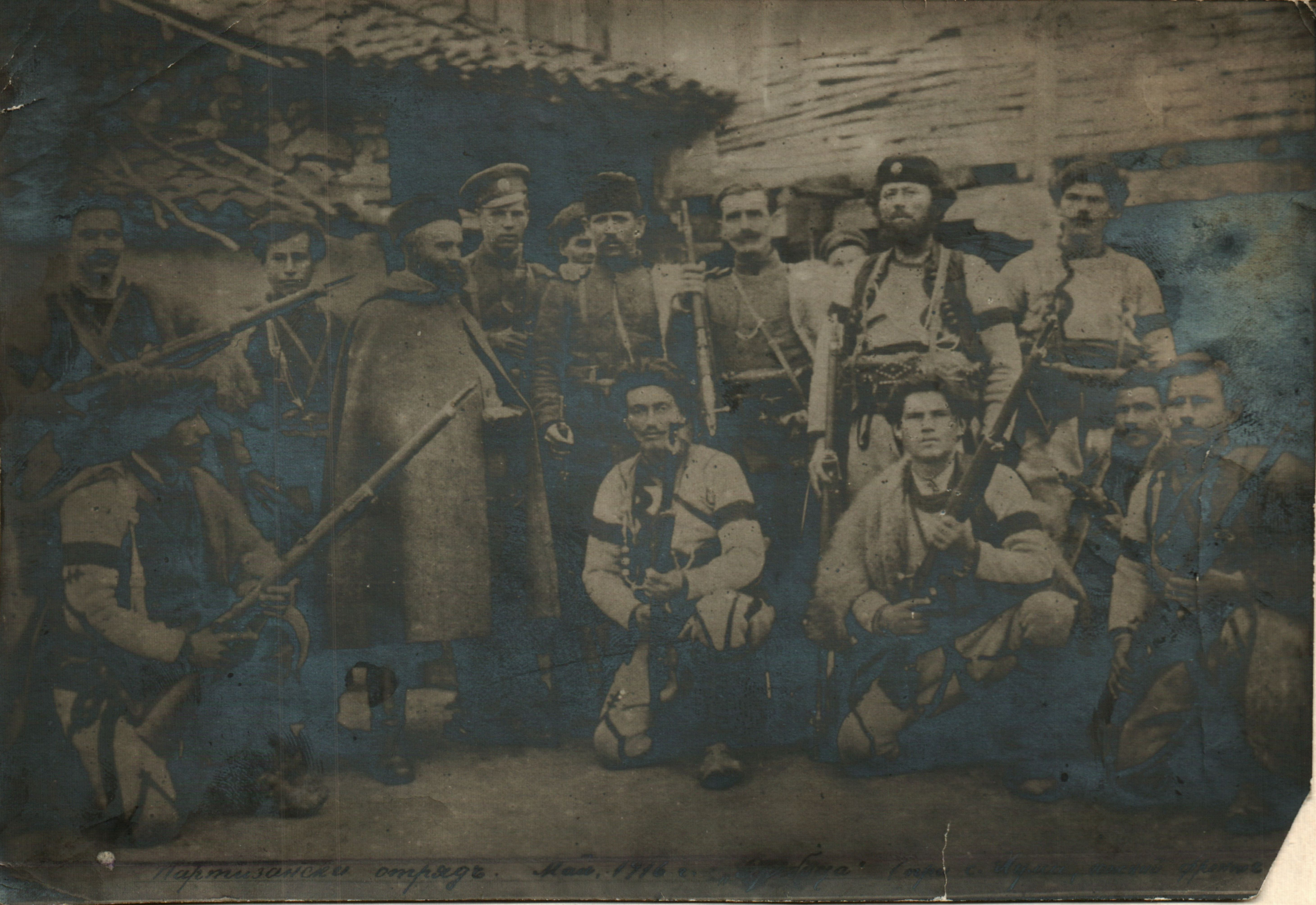
Paramilitares da IMRO como parte da 11ª Divisão de Infantaria da Macedônia, uma unidade militar búlgara c.1916

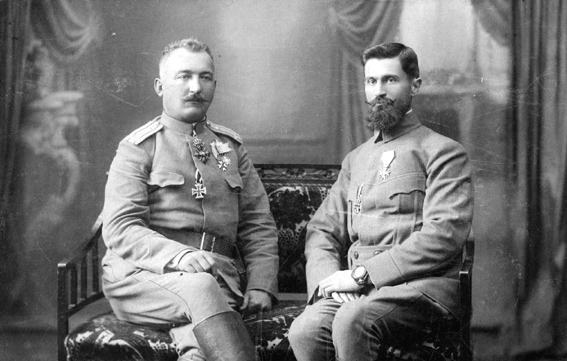
Os membros da IMRO, como Todor Aleksandrov e Aleksandar Protogerov, desempenharam um papel proeminente na opressão que ocorreu durante a ocupação búlgara da Sérvia.

Além do exército regular, os grupos paramilitares da Bulgária desempenharam um papel imenso nas capacidades de combate do país; eles foram usados como auxiliares para fornecer conhecimento das condições locais. Conhecidos como komitadjis, essas tropas irregulares também contribuíram fortemente para brutalizar a guerra. A notória Organização Revolucionária Interna da Macedônia (IMRO) serviu como uma gendarmaria que trabalhava em conjunto para búlgarizar a região. Durante a guerra, a IMRO passou de uma organização clandestina a um fator importante da política nacionalista búlgara, apoiando a bulgarização da área. 
Algumas companhias paramilitares se juntaram ao Exército Búlgaro formando a 11ª Divisão de Infantaria Macedônia. Além disso, esta divisão tinha companhias de guerrilha formadas por irregulares da IMRO, que participaram no início de 1916 em vários massacres de sérvios macedônios nas áreas de Azot, Skopska Crna Gora e Poreče, mais notavelmente Tasa Konević, um padre ortodoxo, e o sérvio macedônio Chetnik executado com outros 104 líderes sérvios de Poreče.  Tropas regulares búlgaras assumiram o controle da região enquanto komitadjis foram nomeados prefeitos e prefeitos e assumiram o controle de toda a estrutura policial. Cada cidade importante era controlada por um líder komitadji cujo poder se tornou absoluto e legitimado por meio de um novo sistema administrativo. O membro da IMRO Naum Tomalevski, cuja casa foi a sede da Revolta de Ilinden de 1903, foi nomeado prefeito de Kruševo.  Depois de 1917, o governo búlgaro começou a usar grupos paramilitares para ganhar controle sobre a situação interna na Pomoravlje e na Macedônia. Aleksandar Protogerov, que liderou as tropas de ocupação búlgaras na região de Morava, reprimiu a revolta no distrito de Toplica com a ajuda de irregulares da IMRO.  Os grupos paramilitares búlgaros foram responsáveis por múltiplos casos de crimes de guerra cometidos durante a guerra nas partes do Reino da Sérvia sob ocupação búlgara. 

### Crimes de guerra

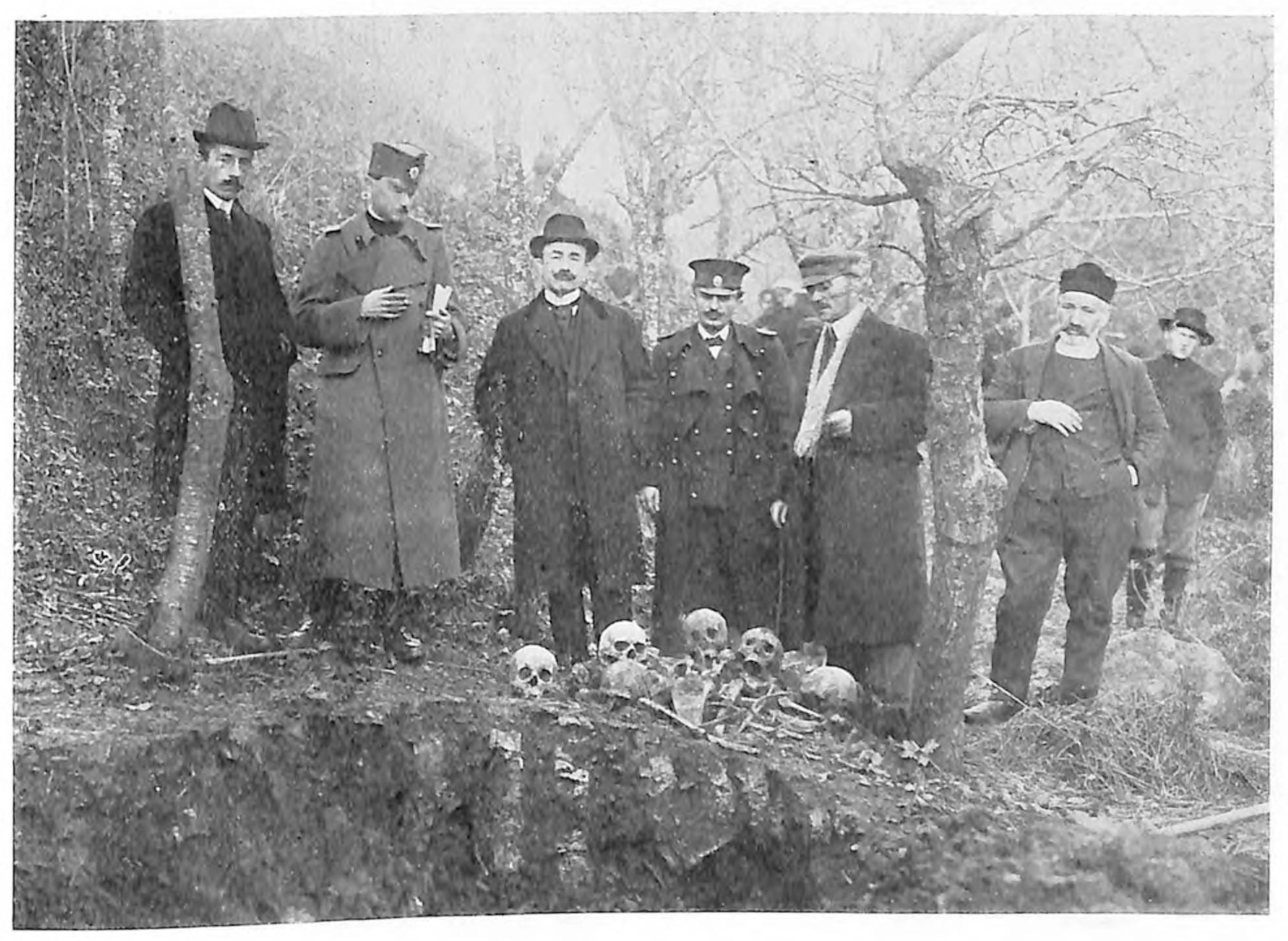
Exumação de sérvios executados pelos ocupantes búlgaros em Surdulica entre 1916 e 1918.

O czar búlgaro Fernando declarou na véspera da guerra: "o propósito da minha vida é a destruição da Sérvia". Muitas tropas búlgaras foram afastadas do serviço na linha de frente para participar da ocupação da Sérvia, animosidades passadas levaram à brutalidade, a população local foi deixada a escolher entre a bulgarização ou ser submetida à violência, deportações em larga escala e o tratamento dos residentes das zonas de ocupação chegou perto de ações genocidas.
Os Documentos relatifs aux violations des Conventions de La Haye et du Droit international, commis de 1915–1918 par les Bulgares en Serbie occupée, um relatório que cobre supostas atrocidades cometidas na Sérvia, publicado após a guerra, afirmaram que "qualquer pessoa que não quisesse se submeter aos ocupantes e se tornar búlgara era torturada, estuprada, internada e morta de maneiras particularmente horríveis, algumas das quais registradas fotograficamente". As unidades búlgaras que ocuparam territórios sérvios mostraram extrema brutalidade, expulsando sistematicamente a população não búlgara nas regiões que ocupavam, prenderam a população e incendiaram as aldeias rebeldes.
Além dos numerosos casos de estupro, as forças búlgaras encorajaram o casamento misto de mulheres sérvias com homens búlgaros e adotaram a visão de que as crianças nascidas desses casamentos deveriam ser criadas como búlgaras. Funcionários sérvios de classe média também foram reprimidos: professores, trabalhadores religiosos, funcionários e intelectuais foram executados pelos soldados búlgaros que seguiam instruções rígidas para tratar os civis da mesma forma que tratavam os soldados. Além disso, houve bombardeios regulares de territórios sérvios pela aviação e artilharia búlgara que operavam na frente dos Balcãs por volta do final de 1916. Ao mesmo tempo, houve uma proibição da cultura sérvia; os búlgaros saquearam sistematicamente os mosteiros sérvios e a toponímia das aldeias foi alterada para búlgara.
Além dos enviados para campos de concentração, cerca de 30.000 sérvios foram enviados para campos austríacos ou usados como trabalho forçado. Fábricas foram saqueadas de suas máquinas e uma epidemia devastadora de tifo assolou a região. Milhares morreram em revoltas desesperadas e, em alguns casos, a política búlgara era tão rígida que chegou a provocar motins entre seus próprios soldados. Os soldados búlgaros são retratados simplesmente vivendo da terra sem pagar qualquer redistribuição, roubando e agredindo civis, enquanto os camponeses tinham que trabalhar para as autoridades ocupacionais sem receber qualquer pagamento, o que às vezes incluía trabalhar em posições defensivas e transportar munição para os búlgaros, o que violava as Convenções de Haia. 

### Operações de contrainsurgência

#### Revolta Sérvia

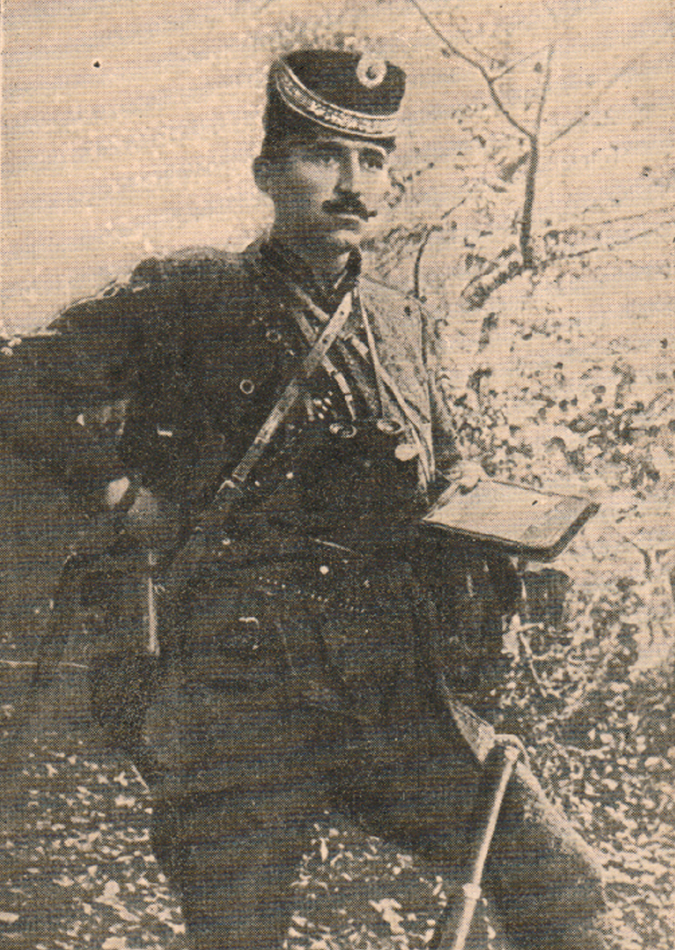
Kosta Vojinović, um dos líderes da insurreição de Toplica

De outubro de 1916 a fevereiro de 1917, uma revolta sérvia espontânea eclodiu nos territórios ocupados pelos búlgaros no sul e leste da Sérvia, principalmente no vale do Južna Morava, no Monte Kapaonik e no Kosovo. Isso ocorreu após tentativas do exército búlgaro de forçar o recrutamento de homens sérvios para o exército búlgaro e atirar naqueles que resistissem. O esquema era idêntico ao anteriormente seguido pelo exército sérvio,  que em agosto de 1914 tentou recrutar mais de 60.000 pessoas da Macedônia para a defesa da linha de frente da Sérvia contra o ataque austro-húngaro. 
O tenente Chetnik Kosta Milovanović-Pećanac foi enviado pelo comando supremo sérvio a sudoeste de Niš para localizar e organizar a ação rebelde contra as linhas de comunicação inimigas, em preparação para uma ofensiva do exército sérvio da frente de Salônica.  A maioria dos líderes guerrilheiros sérvios, incluindo Kosta Vojinović e Kosta Pećanac, estabeleceram seus quartéis-generais no Monte Kapaonik. Em 3 de março, unidades de guerrilha compostas por habitantes locais libertaram Kuršumlija e Prokuplje, bem como regiões nas áreas de Vlasotince e Sokobanja, chegando a 9 km a sudoeste de Niš. O general Adolf Baron von Rhemen, governador do Governo Geral Militar da Sérvia, ordenou que as tropas austro-húngaras cruzassem a zona búlgara em apoio, ao mesmo tempo que solicitava ao Comando Supremo Austríaco que enviasse assistência.  Três exércitos de cerca de 30.000 homens encarregados de reprimir a revolta foram enviados à região na maior campanha antiguerrilha da história. Tropas austro-húngaras, alemãs e búlgaras foram trazidas da frente macedônia e italiana,  enquanto no distrito de Mitrovica, gendarmes albaneses foram enviados para rastrear líderes rebeldes.  Em 8 de março, o exército búlgaro iniciou sua ofensiva apoiado por destacamentos albaneses, artilharia e apoio aéreo. Os austro-húngaros lançaram o seu ataque em 12 de março de 1917. 

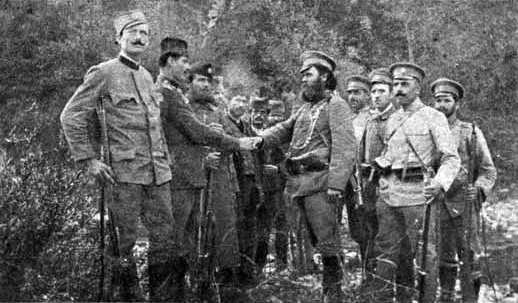
Um grupo de insurgentes sérvios se rendendo ao comitadji Tane Nikolov da IMRO após a rebelião.

O líder da IMRO, Aleksandar Protogerov, foi chamado para ajudar o exército búlgaro nas operações de contra-insurgência, que foram recebidas com duras represálias em todo o país.  Em 10 de março de 1917, Protogerov emitiu um ultimato aos chetniks para que se rendessem em cinco dias ou seriam executados. Eles não se renderam, então Protogerov e seu exército atacaram a população civil e suas aldeias.  Cerca de 20.000 sérvios foram mortos em combates, execuções ou represálias.  Somente na cidade de Surdulica, cerca de 2.500 homens sérvios foram executados, milhares de mulheres e crianças foram internadas e outras foram enviadas para a prisão. Trinta e seis aldeias perto de Leskovac foram completamente despovoadas. Famílias ficaram sem casa ou lar. Mais de 80.000 foram deportados para a Bulgária; em Niš, quase toda a população masculina, cerca de 4.000 homens, foi deportada. Um lote foi enviado de trem para Pirot e o resto teve que ir a pé. 
Em 24 de março, o austro-húngaro ordenou que suas tropas saíssem da zona búlgara e, em 25 de março, o comando búlgaro encerrou oficialmente sua operação.  Em 28 de março, Protogerov declarou amnistia, prometendo internamento em vez de execução; nenhum dos proeminentes líderes guerrilheiros e militares sérvios se rendeu e, em vez disso, continuaram as ações de guerrilha contra os ocupantes durante o resto da guerra. 
A insurreição da população sérvia é lembrada como a única revolta armada de uma população ocupada em toda a Primeira Guerra Mundial.  [e]

## Libertação e consequências
Em 15 de setembro de 1918, tropas de montanha francesas e sérvias atacaram com sucesso posições búlgaras até então inexpugnáveis em Dobro Pole. As forças gregas e britânicas juntaram-se e os búlgaros, privados do apoio alemão e austríaco, rapidamente se viram em plena fuga, perseguidos pelo Exército do Oriente.  O czar e o governo búlgaro decidiram buscar um armistício, capitulando em 30 de setembro, sendo os primeiros das Potências Centrais a fazê-lo. De acordo com seus termos, as tropas búlgaras tinham que evacuar todos os territórios gregos e sérvios ocupados, incluindo a Macedônia. 
O exército sérvio retornou em 1918 e encontrou uma terra devastada pela guerra e pela exploração; além de perder 210.000 homens de suas forças armadas, a Sérvia sofreu mais 300.000 baixas civis em um total de 3,1 milhões de habitantes, as perdas materiais foram incalculáveis. 
Após a derrota da Bulgária e o retorno da Macedônia, a população eslava da área foi declarada sérvia e as instituições culturais, religiosas e educacionais búlgaras foram fechadas. A Bulgária foi forçada a desistir de todo o seu território conquistado como consequência do Tratado de Neuilly imposto pelos Aliados, seu exército foi reduzido a uma força de 20.000 voluntários e despojado de grande parte de seu equipamento; quatro pequenas regiões (chamadas pelos búlgaros de Terras Distantes Ocidentais) foram cedidas ao Reino dos Sérvios, Croatas e Eslovenos, sua população também foi declarada sérvia. A Bulgária regressaria em 1941, como aliada da Alemanha Nazista, para ocupar novamente as terras que acreditava serem suas por direito. 

## Resposta internacional aos crimes de guerra búlgaros
Em 1899 e 1907, pela primeira vez, uma Conferência Internacional de Paz foi realizada em Haia. A conferência apresentou uma codificação dos costumes e leis da guerra. Após a Primeira Guerra Mundial, foi criada a Comissão Inter-Aliados, uma comissão de quinze membros, antes da próxima Conferência de Paz de Paris de 1919, para denunciar violações das Convenções de Haia, das leis internacionais, documentar crimes de guerra e identificar os perpetradores. 

### Comissão Inter-Aliada

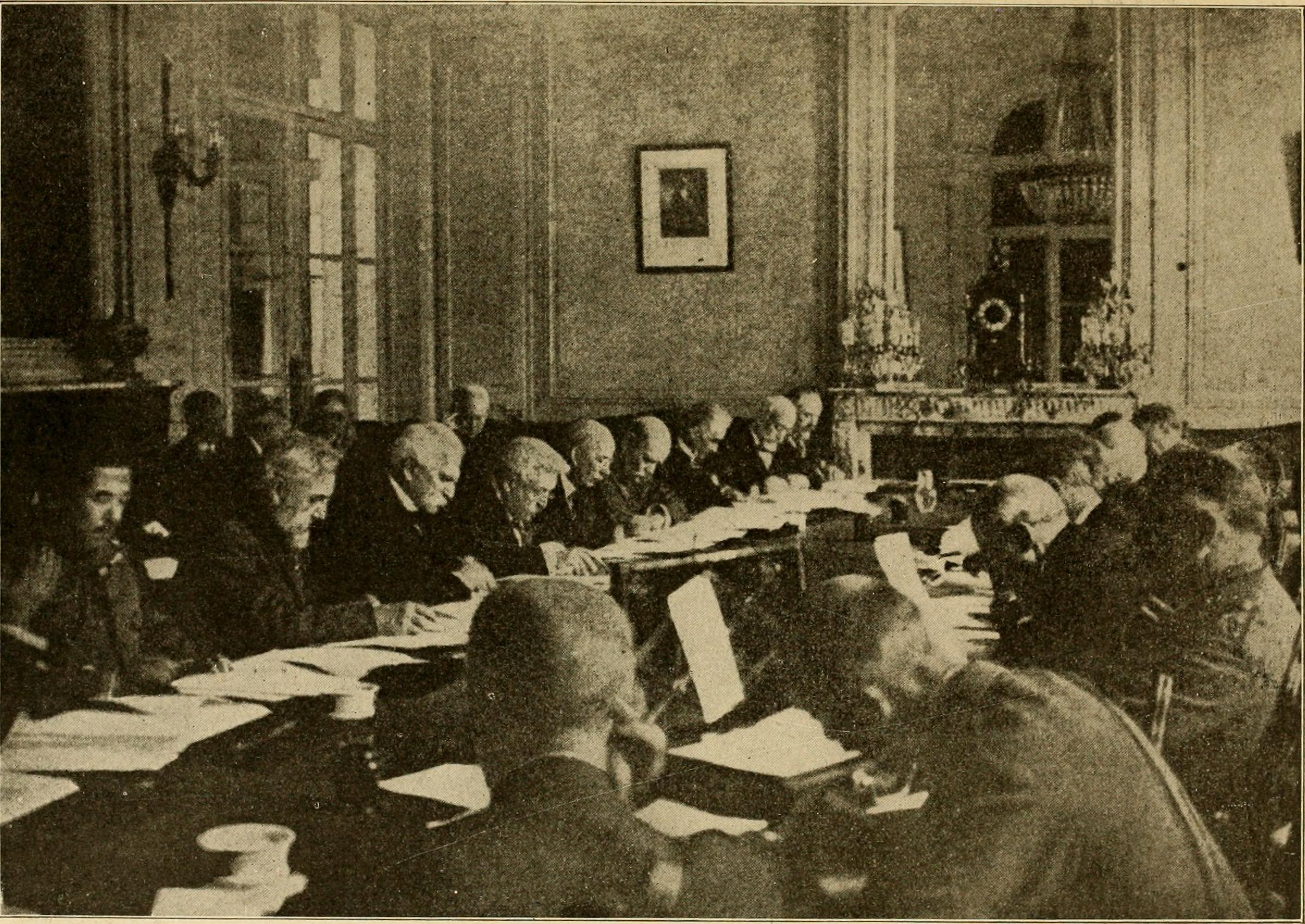
Conferência de Paz de Paris de 1919

Os relatórios da comissão na Macedónia Oriental resumiram as violações das Convenções de Haia: o massacre da população civil, a tortura, a violação, o internamento, a expropriação económica punitiva, as requisições e vários impostos, a pilhagem, o trabalho forçado, a destruição, o incêndio criminoso e outras acções destinadas a "destruir a presença sérvia nos territórios recentemente ocupados". 
Podemos afirmar que não há um único artigo da Convenção de Haia ou princípio de direito internacional que os búlgaros não tenham violado.

 – Relatório da Comissão Inter-Aliada na Macedônia Oriental

### Conferência de Paz de Paris
Na Conferência de Paz de 1919, foi criada a Comissão sobre a Responsabilidade dos Autores da Guerra e sobre a Aplicação das Penalidades, precursora da Comissão de Crimes de Guerra das Nações Unidas. A Comissão organizou crimes de guerra "contra as leis da guerra e da humanidade" em trinta e duas classes específicas, incluindo: "massacres, estupros, deportações e internamentos, torturas e fome deliberada, trabalho forçado e terrorismo sistemático".
A maioria da Comissão chegou à conclusão de que a guerra de 1914-1919 foi travada pelas Potências Centrais e seus aliados, Turquia e Bulgária, com métodos bárbaros e ilegítimos, em violação das leis e costumes da guerra e dos princípios elementares da humanidade.

 – Relatório da Comissão sobre a Responsabilidade dos Autores da Guerra

## Governadores militares
- Área de Inspeção Militar do Morava
  - 1915 – 1917: Tenente General Vasil Kutinchev [f] [51]
  - 1917: Major-general Aleksandar Protogerov [51]
  - 1917 – 1918: Tenente General Stefan Nerezov [51]
- Área de Inspeção Militar da Macedônia
  - 1915 – 1916: Tenente General Racho Petrov [51]
  - 1916 – 1917: Tenente General Pravoslav Tenev [51]
  - 1915 – 1917: General Stefan Toshev [51]